# Dědice (hrad)
Dědice (též Starý hrad nebo Dědický hrad) jsou zřícenina středověkého hradu na severním okraji osady Hamiltony, místní části Vyškova, na výběžku Drahanské vrchoviny v záhybu řeky Velká Haná. Lokalita je chráněna jako kulturní památka.
Hrad byl založen ve druhé polovině 13. století, pravděpodobně v sedmdesátých letech, významným moravským šlechticem Milotou z Dědic. Existoval pravděpodobně až do konce 14. století, přičemž první přímá písemná zmínka o něm pochází z roku 1381, kdy je označován jako starý oproti nedalekému novému hradu Stagnov. Archeologické nálezy datují dobu života hradu do poslední čtvrtiny 13. století a značné části 14. století. Z hradu se dochovaly terénní relikty s pozůstatky zdiva a výrazné valové opevnění.

## Historie
První nepřímá zmínka o hradu pochází z roku 1278, kdy se po něm píše moravský šlechtic Milota z Dědic. Ten se před tímto datem, konkrétně roku 1269, zcela ojediněle nazýval z Kvasic, později však výlučně z Dědic. Hrad byl s největší pravděpodobností postaven právě Milotou z Dědic v sedmdesátých letech 13. století, ačkoliv přímé doklady o jeho založení chybí. Zdá se, že po Milotově smrti na počátku 14. století přestal hrad sloužit k trvalému pobytu majitelů panství. Ve druhé polovině 14. století náležel pánům ze Šternberka, kteří zde podle listiny z roku 1372 měli svého purkrabího. Roku 1381 je v dokumentech označován jako starý oproti novému hradu Stagnov, což naznačuje, že v této době již ztrácel na významu. V pozdějších zápisech z let 1526 a 1537 je stále označován jako starý, nikdy ne jako pustý, zatímco v obdobných výčtech majetku z let 1480 a 1511 se zmiňuje jen ves či městečko Dědice. Zajímavostí je, že nedaleko hrad Stagnov se v roce 1537 výslovně označuje jako pustý. Delší přežívání hradu v 15. století nelze historickými prameny doložit.

## Archeologický výzkum
Povrchový průzkum hradu Dědice provedli Miroslav Plaček a Rudolf Procházka. Na akropoli hradu bylo nalezeno 28 středověkých keramických fragmentů, další nálezy jsou uloženy v depozitáři vyškovského muzea.
Nalezená keramika je převážně ze středně zrnité hlinitopísčité hmoty, vypálené do šedých odstínů. Typologicky převládají hrnce s různými typy okrajů, dále byly nalezeny fragmenty džbánů, pokliček, kahanů a zásobnic. Výzdoba zahrnuje žlábkovou šroubovici, ryté linie a vlnice. Datace nálezů je komplikována regionálními specifiky. Obecně lze keramiku zařadit do období od poslední čtvrtiny 13. století do značné části 14. století, s ojedinělými nálezy možná i z 15. století. Nejbližší analogie poskytuje keramický soubor z nedalekého hradu Stagnova.

## Stavební podoba
Dvoudílný hradní areál odděluje od okolní krajiny dvojice příkopů. Vnější příkop je široký šestnáct až 24 metrů, a přes novodobé zarovnání dna jeho hloubka dosahuje čtyř metrů. Za příkopem následuje val, za nímž je mohutný druhý, třicet metrů široký a jedenáct metrů hluboký příkop. Jižní okraj valu je zarovnán s okolním terénem, zatímco na severovýchodě jej ukončují terénní pozůstatky drobného opevnění.
Předhradí s rozměry 65 × 72 metrů slouží jako sad. Jeho obvod je částečně lemován asi šest metrů širokým valovitým útvarem, v němž jsou místy patrné fragmenty zdí. Východní stranu odděluje od hradního jádra další příkop široký dvacet a hluboký 4,5 metru. Jádro má lichoběžný půdorys (50 × 21 metrů) a po jeho obvodu se dochovaly drobné zbytky zdiva. Jeho povrch byl výrazně pozměněn při poválečné úpravě na přírodní divadlo. Pouze na vstupní západní straně se nachází náznak parkánu.